# 前科
前科（ぜんか）は、過去に懲役・禁錮・罰金の刑罰（または執行猶予）を受けたことがある経歴をいうが、法律上の定義はないため、以下のようにいくつかの異なる意味で用いられる。

## 概要
広義には、過去に有罪判決で刑の言渡しを受けた事実そのものを指す。実刑および執行猶予付き判決の他、罰金や科料も前科に含まれるが、交通違反の経歴は含まれない。この意味では、時間の経過により刑の言渡しの効力が失われても前科は残る。
検察庁が作成・管理している前科調書では、拘留、科料のような軽微な刑もすべて記録しており、刑の言渡しの効力が失われても抹消されず、広義の前科にほぼ対応する。なお、前科調書は一般人が照会することはできない。
狭義には、時間の経過により刑の言渡しの効力が失われたものは前科には含めない（後記#刑言渡しの効力の消滅の項参照）。各市区町村で管理される犯罪人名簿では、狭義の前科があるものを記載している。
また、通俗的には単に過去に犯罪を犯しことや刑罰を「前科」と呼ぶこと。この場合、主に懲役刑や禁錮刑を指し、科料未満の軽微なものは含めないことが多い。また、前科がある者を俗に「前科者」と呼ぶ。転じて過去に（犯罪とは限らない）失敗を犯した者を「前科者」と呼ぶことがある。
上記のような前科は、戸籍や住民票、住民基本台帳などに記載されることはない。現在は廃止されている明治5年式戸籍（壬申戸籍）には、犯罪歴に関する記載があったとされる。
企業などの採用選考では、履歴書に賞罰欄がある場合は前科を全て正確に記載する必要があるとされる。前科を隠して採用された場合、経歴詐称として懲戒解雇となりうる。ただし、経歴詐称で懲戒解雇ができる要件は「使用者が労働者の真実の経歴を知っていたならば労働契約を締結しなかったであろうと認められるほど重大なものである場合」としている（東京地裁昭和54年3月8日判決）。
前科と似た用語として前歴がある。前歴とは捜査機関から被疑者として捜査された履歴のことを指す。捜査の結果、起訴され刑罰を受ければ前歴と前科ができることになるが、捜査や逮捕されても不起訴や無罪判決により刑罰を受けなければ前歴はついても前科はつかない。。

## 刑言渡しの効力の消滅
刑法27条及び34条の2は、刑の言渡しの効力の消滅について定める。この規定は、刑の言渡しによって失った資格および権利（後述、前科と制限を参照）を回復させる「復権」であると解されている。具体的には次の場合に刑の言渡しの効力が消滅する。
- 禁錮以上の刑の執行を終わり、またはその執行を免除された者が、罰金以上の刑に処せられないで10年以上経過したとき（刑法34条の2第1項前段）。
- 罰金以下の刑の執行を終わり、またはその執行を免除された者が、罰金以上の刑に処せられないで5年以上経過したとき（同項後段）。
- 刑の執行猶予の言渡しを取り消されることなく猶予期間を経過したとき（同法27条）。

また、刑の免除の言渡しを受けた者が、言渡しが確定した後、罰金以上の刑に処せられないで2年以上経過したときは、刑の免除の言渡しは効力を失う（同法34条の2第2項）。
これらの場合も最高裁の判例によれば、「刑の言渡しを受けたという既往の事実そのものまで全くなくなるという意味ではない」とされる。

## 犯罪人名簿

### 犯罪人名簿の根拠規定
過去には「本籍人犯罪人名簿整備方」（大正6年4月12日内務省訓令第1号）、「入寄留者犯罪人名簿整備方」（昭和2年内務省訓令第3号）に基づき、市区町村が犯罪人名簿を作成や管理していた。
1947年（昭和22年）の地方自治法により犯罪人名簿の作成や管理は市区町村の業務から外れため、それ以降は犯罪人名簿の作成や管理を各市区町村に義務付けたり根拠付ける法規は存在しない。しかし、市区町村は後述するように選挙人名簿を作成する必要があることから、地方自治法上の自治事務として、明確な根拠規定のないまま（公職選挙法に公民権関連の規定があるのみである）、犯罪人名簿の作成保管を続けている。

### 犯罪人名簿の作成
犯罪人名簿は、通常、市区町村ごとに管理される。これは、前述の内務省訓令が、市区町村に、各市区町村に本籍を置く者の犯罪人名簿の作成保管を義務付けたことに基づく。市町村は、犯歴事務規程（法務省訓令）に基づいて地方検察庁から送付される既決犯罪通知書をもとに、犯罪人名簿を作成する。

### 犯罪人名簿の記載対象
犯罪人名簿に記載されるのは、以下に該当する者である（犯歴事務規程第2条、第3条、第7条）。
- 道路交通法などの違反による裁判以外で、罰金以上の刑に処せられた者（少年のときに犯した罪にかかる裁判で、確定時にその刑の執行を受け終えたことになる者、刑の執行を猶予された者、刑の執行を免除された者を除く）。
- 道路交通法などの違反による裁判で、禁錮以上の刑に処せられた者（少年のときに犯した罪にかかる裁判で、確定時にその刑の執行を受け終えたことになる者、刑の執行を猶予された者、刑の執行を免除された者を除く）。

### 犯罪人名簿の取扱い
犯罪人名簿に記載されている個人情報は、人権保護の観点から極めて重要であるため（後述「前科とプライバシー」も参照）、各市区町村とも、極めて厳重な取扱いを行っている。具体的には、当の本人でさえ閲覧できず、閲覧できる職員が極めて限定されている。

### 犯罪人名簿からの削除
刑の言渡しの効力の消滅に合わせて、市区町村の犯罪人名簿から記載が削除される（前科記録の抹消）。

## 検察庁による犯歴管理
市区町村による犯罪人名簿の作成管理とは別に、検察庁も犯歴事務規程に基づいた犯歴管理を行っている。これは、上記の既決犯罪通知書を作成する際に、当該裁判を把握する手続をとることで行われる（こちらは市町村の犯罪人名簿とは違い拘留、科料などの軽微な罪も記載される）。なお、これに基づいて「特定の者が有罪の裁判を受けこれが確定した事実の有無」を照会することができるのは、検察官または検察事務官に限られる（犯歴事務規程13条）。
この犯歴管理の記録は、市区町村における犯罪人名簿と異なり、該当者の死亡によってのみ抹消される（犯歴事務規程18条）。

## 警察による犯歴管理
各都道府県警察では、照会センターを設置している。照会センターでは前歴、行政処分履歴、行方不明届などの個人情報をすべて電子データ化している。
職務質問を行う地域警察官や機動捜査隊員から照会要請を受けると対象者の氏名生年月日、免許証番号をもとに電子データとの照合が行われ、何らかの犯歴があれば「A号ヒット」と照会センターから返答があるほか、指名手配犯ならB号、行方不明者届が出されていたならばM号などと独自の通話コードで返答がある。
また、自動車警ら隊員などが対象者の身分証などから身元照会を行う際に利用するのがパトカー照会指令システムである。この照会システムは、照会センターの電子データにパトカーの車載端末からアクセスすることで対象者の照会を可能としている。

## 前科と権利・資格制限

### 選挙権・被選挙権
上述したように、市区町村は選挙人名簿を調製するために、犯罪人名簿を管理している。これは公職選挙法（以下「法」）が「過去に犯罪を犯した一定の者について、選挙権及び被選挙権を有しない」と定めていることによる（いわゆる「公民権停止」）。復権まで、選挙の投票所入場券は送られて来ないし、立候補も出来ない。具体的には、以下のような者が該当する。

#### 選挙権を有しない者
- 禁錮以上の刑に処せられその執行を受けることがなくなるまでの者（刑の執行猶予中の者を除く）（法11条1項3号）
- 公職にある間に犯した、収賄等の罪またはあっせん利得処罰法第1条の罪により刑に処せられ、その執行を終わりもしくはその執行の免除を受けた者で、その執行を終わりもしくはその執行の免除を受けた日から5年を経過しない者、またはその刑の執行猶予中の者（同項4号）
- 法律の定めによって行われる選挙等に関する犯罪により禁錮以上の刑に処せられ、その刑の執行猶予中の者（同項5号）
- 公職選挙法の罰則規定（236条の2第2項、240条、242条、244条、245条、252条の2、252条の3、253条を除く）に違反し罰金の刑に処せられた者で、裁判の確定から5年（221条、222条、223条、223条の2の罪につき刑に処せられ、さらに221条から223条の2までの罪につき刑に処せられた者については10年）を経過しない者またはその刑の執行猶予中の者（法252条1項、3項）
- 公職選挙法の罰則規定（253条を除く）に違反し禁錮以上の刑に処せられ、その執行を終わりもしくはその執行の免除を受けた者で、その執行を終わりもしくはその執行の免除を受けた日から5年（221条、222条、223条、223条の2の罪につき刑に処せられ、さらに221条から223条の2までの罪につき刑に処せられた者については10年）を経過しない者、またはその刑の執行を終わらずもしくは執行の免除を受けず、未だ刑の執行を受けることがなくならない者および執行猶予中の者（法252条2項、3項）

#### 被選挙権を有しない者
- 禁錮以上の刑に処せられその執行を受けることがなくなるまでの者（刑の執行猶予中の者を除く）（法11条1項3号）
- 公職にある間に犯した、収賄等の罪またはあっせん利得処罰法第1条の罪により刑に処せられ、その執行を終わりもしくはその執行の免除を受けた者で、その執行を終わりもしくはその執行の免除を受けた日から10年を経過しない者またはその刑の執行猶予中の者（同項4号、法11条の2）
- 法律の定めによって行われる選挙等に関する犯罪により禁錮以上の刑に処せられ、その刑の執行猶予中の者（法11条1項5号）
- 公職選挙法の罰則規定（236条の2第2項、240条、242条、244条、245条、252条の2、252条の3、253条を除く）に違反し罰金の刑に処せられた者で、裁判確定から5年（221条、222条、223条、223条の2の罪につき刑に処せられ、さらに221条から223条の2までの罪につき刑に処せられた者については10年）を経過しない者またはその刑の執行猶予中の者（法252条1項、3項）
- 公職選挙法の罰則規定（253条を除く）に違反し禁錮以上の刑に処せられ、その執行を終わりもしくはその執行の免除を受けた者で、その執行を終わりもしくはその執行の免除を受けた日から5年（221条、222条、223条、223条の2の罪につき刑に処せられ、さらに221条から223条の2までの罪につき刑に処せられた者については10年）を経過しない者、またはその刑の執行を終わらずもしくは執行の免除を受けず、未だ刑の執行を受けることがなくならない者および執行猶予中の者（法252条2項、3項）

### その他の法律上の資格制限
各種の行政法規において、特定の資格・職業（公務員・弁護士・医師を始めとする国家資格・業務独占資格など）について、禁錮以上の刑に処せられた者を欠格事由を定めているものや、裁量によって免許を与えないとしているものが多い。
弁護士などの重要な国家資格や業務独占資格については「禁錮以上の刑に処せられた者」が欠格事由とされているが、この場合には、執行猶予期間（最長5年）の満了によって「刑が消滅」すれば、資格が回復する。逆に、禁錮以上の実刑を受けた場合は、10年以上経過し、刑の言渡しの効力が消滅しなければ資格は回復しないこととなる。
欠格事由が「禁錮以上の刑を受け、その執行を終わりもしく受けることがなくなった日から5年を経過しない者」と定められている場合、執行猶予の場合は猶予期間が経過すれば刑自体が消滅することにより「禁錮以上の刑を受け」に該当しなくなるので、資格は回復するとされる。禁錮以上の実刑の場合は、刑の言渡しの効力は消滅していなくても、その執行を終わり（刑の満期を迎えてから）5年以上経過すれば欠格事由はなくなる。この規定は、前者の「禁錮以上の刑に処せられた者」に比して欠格事由を緩和したものである。ちなみに、この規定による「受けることがなくなった」ものに該当する例は、刑の時効の完成（刑法31条）や恩赦による刑の執行の免除などをさす。なお、執行猶予期間の満了については、「刑自体が消滅する」見解と、「刑の言い渡しの効力が消滅するに過ぎない」見解がある。

### 少年のときに犯した罪の特例
少年のとき（20歳未満）犯した罪により刑に処せられてその執行を受け終わり、または執行の免除を受けた者については、人の資格の適用に関する法令についてはその時点から、将来に向かって刑の言い渡しを受けなかったものとみなされ（少年法60条1項）、少年のとき（20歳未満）犯した罪により刑に処せられ刑の執行猶予を受けた者は、その猶予期間中、刑の執行を受け終わったものとみなされ（同法2項）、刑の執行猶予を取り消された場合は、その時点で人の資格の適用に関する法令の適用については、その取り消されたとき、刑の言い渡しがあったものとみなされる。
例えば19歳のときに犯した犯罪で、20歳になってから実刑判決を下された場合でも、刑の満期を経過した時点で、たとえば「禁錮以上の刑に処せられた者」に対する欠格事由が定められていても満期後10年以上経過しなくてもその者については欠格事由の適用を受けず、執行猶予判決が言い渡された場合は、執行猶予期間中においても欠格事由の適用を受けないことになる。

### 国外渡航・永住等の制限
日本国外渡航や日本国外永住申請等の際に、犯罪経歴証明書の提出が必要となることがある。相手国の法律によっては、査証（ビザ）の免除が受けられないことや、渡航や永住が認められないこともある。例えば米国の場合、犯罪歴のある者の入国には査証が必要となることがあり、オーストラリアの場合、服役の有無にかかわらず12か月以上の懲役または禁錮刑を受けたことのある者の入国には査証が必要となることがある。

## 前科とプライバシー
前科情報がプライバシーとして保護されるかが問題となった事件として、1975年に起きた「前科照会事件」が挙げられる。この事件で、最高裁判決は、前科は人の名誉および信用に深く関わるものであるから、前科のある者についても、これをみだりに公開されないという法律上の保護に値する利益を有するとし、地方公共団体が弁護士からの前科情報についての照会に漫然と応じた行為を違法と認定した（最高裁昭和56年4月14日判決）。
多数意見は前科（情報）についてその保護を認めながらも、「プライバシー」という語を用いることを避けているが、裁判官の伊藤正己による補足意見では、「前科等は、個人のプライバシーのうちでも最も他人に知られたくないものの一つ」と前科がプライバシーに当たることを正面から認めた上で、「前科等にかかわる事実の公表が公的機関によるものであっても、私人又は私的団体によるものであっても変わるものではない」旨が述べられている。
全国連合戸籍事務協議会（戸籍事務担当者の団体）は“慣例により”市町村で名簿が作成され続けている現状を憂い、「法に根拠のない犯歴事務は行政機関の保有する個人情報の保護に関する法律に抵触する」と法整備を求めている。

## 前科の誤登録
前述のように、いったん前科が付いてしまうと法律上・行政上の権利・資格制限など、様々な不利益を受けることになる。このため、手違いで覚えのない前科が誤登録されてしまうことでの不利益は計り知れない。2010年6月には、警察庁の犯歴データベースに覚えのない前科を16年間に亘り誤登録され人格権を侵害されたとして警察庁を相手取り訴訟を起こした男性について、人格権の侵害を認定し慰謝料などの支払いを命ずる判決が出されている。

## 比喩表現
転じて、過去に犯した過ちや失敗など、悪しき前例の意として使われている。